# Торредейта
Торредейта (порт. Torredeita)  —  район (фрегезия) в Португалии,  входит в округ Визеу. Является составной частью муниципалитета  Визеу. По старому административному делению входил в провинцию Бейра-Алта. Входит в экономико-статистический  субрегион Дан-Лафойнш, который входит в Центральный регион. Население составляет 1 555 человек на 2011 год. Занимает площадь 15,72 км².

## Население
| Население по годам | Население по годам | Население по годам | Население по годам | Население по годам | Население по годам | Население по годам | Население по годам | Население по годам | Население по годам | Население по годам | Население по годам | Население по годам | Население по годам | Население по годам |
| ------------------ | ------------------ | ------------------ | ------------------ | ------------------ | ------------------ | ------------------ | ------------------ | ------------------ | ------------------ | ------------------ | ------------------ | ------------------ | ------------------ | ------------------ |
| 1864               | 1878               | 1890               | 1900               | 1911               | 1920               | 1930               | 1940               | 1950               | 1960               | 1970               | 1981               | 1991               | 2001               | 2011               |
| 1 983              | 2 044              | 2 032              | 1 974              | 1 934              | 1 902              | 1 974              | 2 119              | 2 248              | 2 108              | 1 723              | 1 779              | 1 593              | 1 451              | 1 555              |